# سیاهو (سرچهان)
سیاهو، روستایی در دهستان سرچهان بخش مرکزی شهرستان سرچهان در استان فارس ایران است. این روستا، مرکز دهستان سرچهان است.

## جمعیت
بر پایه سرشماری عمومی نفوس و مسکن در سال ۱۳۹۵، جمعیت این روستا برابر با ۱۷۴ نفر (۵۱ خانوار) بوده است.